# 長安豊
長安 豊（ながやす たかし、1968年9月5日 - ）は、日本の政治家。衆議院議員（3期）、国土交通副大臣（野田第3次改造内閣）を歴任した。

## 概要
大阪府泉佐野市出身。泉佐野市立長坂小学校、大阪星光学院中学校・高等学校、東京大学工学部船舶海洋工学科卒業。小学校時代まで、泉佐野リトルリーグに在籍し、中高は野球部に所属した。1991年、三井物産株式会社入社。1997年以降、さまざまなベンチャー起業にかかわる。
2003年11月9日の第43回衆議院議員総選挙で、当時スキャンダルで逆風にあった松浪健四郎を破って小選挙区で初当選。さらに2005年9月11日の第44回衆議院議員総選挙及び2009年8月30日の第45回衆議院議員総選挙でも、松浪を小選挙区で破って当選した。
2012年10月、第3次野田改造内閣にて国土交通副大臣に就任。
2012年12月16日の第46回衆議院議員総選挙では、日本維新の会の丸山穂高に敗れ、落選。2014年12月14日の第47回衆議院議員総選挙でも再び丸山に敗れ、落選。
2017年の第48回衆議院議員総選挙では、民進党の合流先である希望の党が日本維新の会との候補者の棲み分けに応じたため、公示1週間前に兵庫11区への国替えが決まった。投開票の結果、落選。その後、大阪19区に戻り無所属期間を経て国民民主党大阪19区総支部長に就任。2020年9月、立憲民主党に合流した。
2021年10月31日投開票の第49回衆議院議員総選挙に立憲民主党公認で同区より立候補したが、大阪11区より国替えとなった日本維新の会の元職伊東信久らに再び敗れ比例復活もならずに落選した。

## 略歴

### 経歴
- 昭和43年（1968年）

出生（9月5日）
- 平成3年（1991年）

東京大学工学部卒業（3月）
三井物産入社（4月）

### 政歴
- 2003年（平成15年）

第43回衆議院議員総選挙（大阪19区・民主党公認）当選（11月9日）
- 2005年（平成17年）

第44回衆議院議員総選挙（大阪19区・民主党公認）2期目当選（9月11日）
- 2009年（平成21年）

第45回衆議院議員総選挙（大阪19区・民主党公認）3期目当選（8月30日）
鳩山由紀夫内閣にて国土交通大臣政務官
- 2012年（平成24年）

民主党大阪府連代表代行、10月野田第3次改造内閣で国土交通副大臣
第46回衆議院議員総選挙（大阪19区・民主党公認）落選（12月16日）
- 2014年（平成26年）

第47回衆議院議員総選挙（大阪19区・民主党公認）落選（12月14日）
- 2017年（平成29年）

第48回衆議院議員総選挙（兵庫11区・希望の党公認）落選（10月22日）
- 2021年（令和3年）

第49回衆議院議員総選挙（大阪19区・立憲民主党公認）落選（10月31日）

## 政策
- 中小企業振興・新規事業及び起業の支援[6]。
- 基礎教育の充実・教育における各市町村や学校が自由に決められる余地の拡大[6]。
- 外交における大人の協調体制を強化[6]。
- 選択的夫婦別姓制度の導入にどちらかといえば賛成[7]。

## 主な所属していた団体・議員連盟
- 北京オリンピックを支援する議員の会（幹事）

## 人物
- 趣味は、スポーツ観戦、ゴルフ、読書[2]。

## 選挙歴
| 当落 | 選挙                   | 執行日         | 年齢 | 選挙区   | 政党       | 得票数    | 得票率 | 定数 | 得票順位 /候補者数 | 政党内比例順位 /政党当選者数 |
| ---- | ---------------------- | -------------- | ---- | -------- | ---------- | --------- | ------ | ---- | ------------------ | ---------------------------- |
| 当   | 第43回衆議院議員総選挙 | 2003年11月09日 | 35   | 大阪19区 | 民主党     | 7万5369票 | 47.21% | 1    | 1/4                | /                            |
| 当   | 第44回衆議院議員総選挙 | 2005年09月11日 | 37   | 大阪19区 | 民主党     | 9万1918票 | 48.32% | 1    | 1/3                | /                            |
| 当   | 第45回衆議院議員総選挙 | 2009年08月30日 | 40   | 大阪19区 | 民主党     | 11万313票 | 55.60% | 1    | 1/4                | /                            |
| 落   | 第46回衆議院議員総選挙 | 2012年12月16日 | 44   | 大阪19区 | 民主党     | 4万2554票 | 25.10% | 1    | 3/5                | /                            |
| 落   | 第47回衆議院議員総選挙 | 2014年12月14日 | 46   | 大阪19区 | 民主党     | 3万3010票 | 21.70% | 1    | 3/4                | /                            |
| 落   | 第48回衆議院議員総選挙 | 2017年10月22日 | 49   | 兵庫11区 | 希望の党   | 3万7783票 | 22.55% | 1    | 2/3                | /                            |
| 落   | 第49回衆議院議員総選挙 | 2021年10月31日 | 53   | 大阪19区 | 立憲民主党 | 3万2193票 | 19.91% | 1    | 3/4                | /                            |